# Briskebyen gressbane
Briskebyen gressbane är en fotbollsanläggning i Hamar och hemmaplan för Ham-Kam som spelar i norska divisjon 2.
Anläggningen är byggd 1936 och har en publikkapacitet på 7 600 åskådare.

## Källor

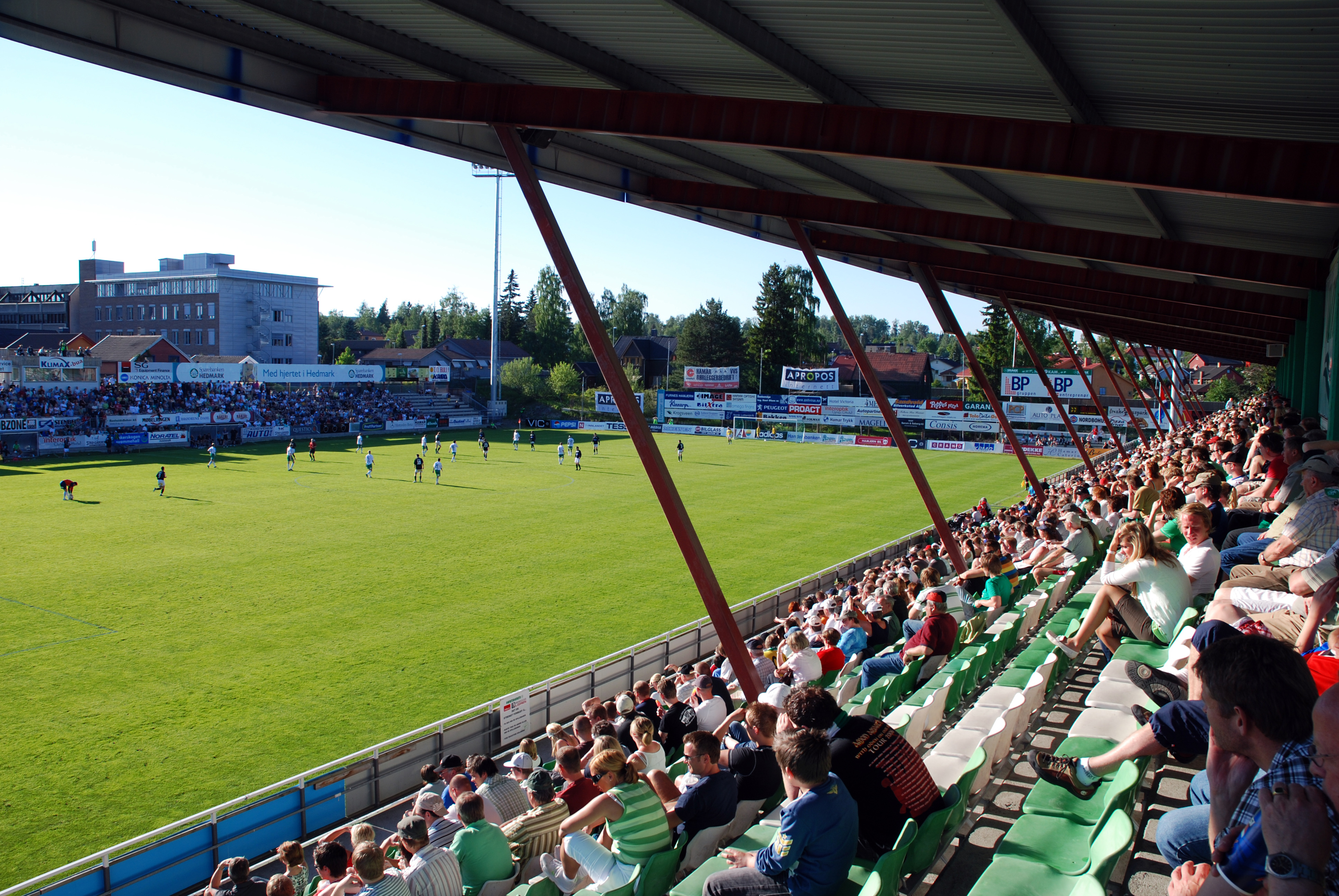

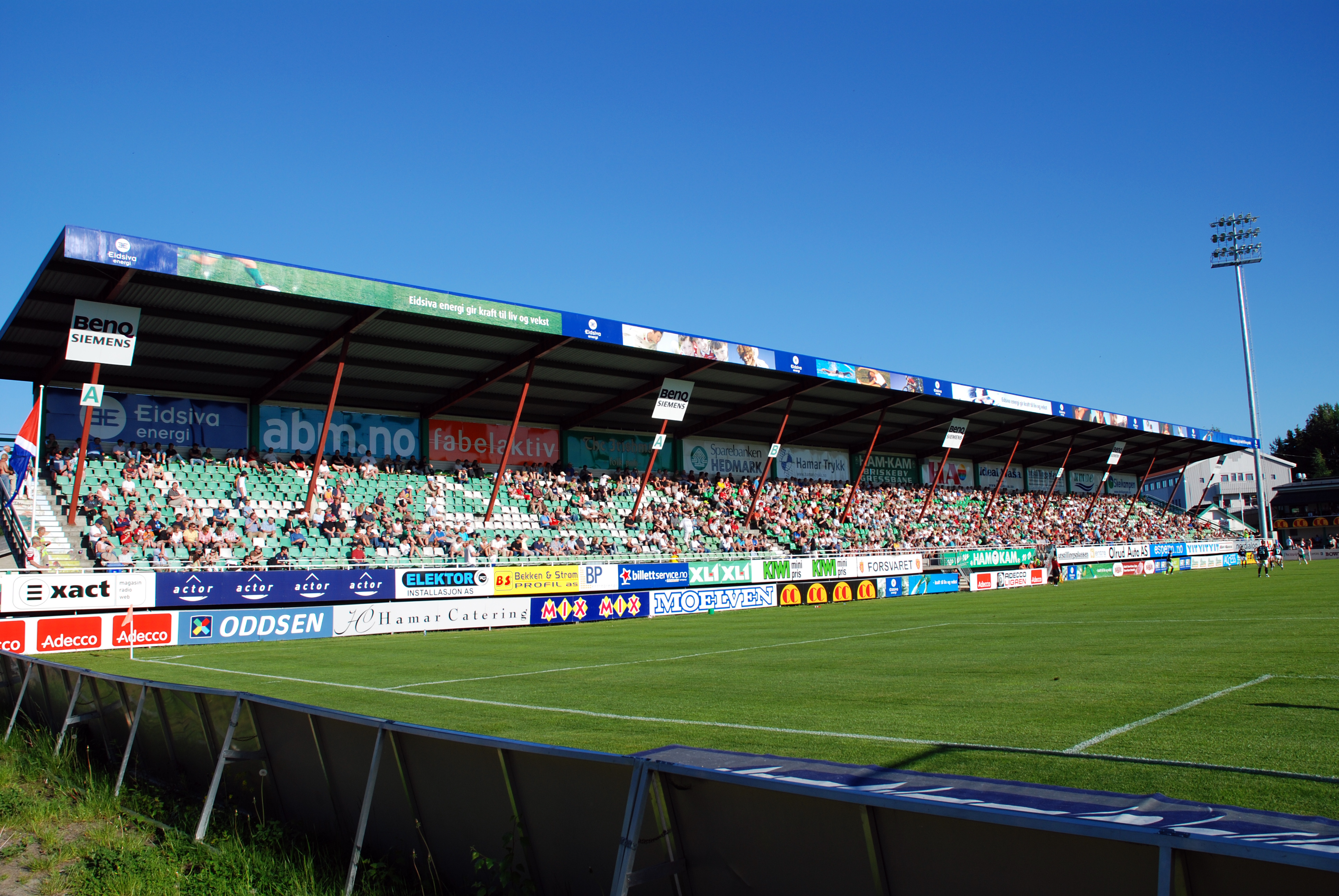